# Stylaraea
Stylaraea is een geslacht van koralen uit de familie Poritidae.

## Soort
- Stylaraea punctata (Linnaeus, 1758)